# Единичен квадрат
Единичен квадрат – е квадрат в правоъгълната координатна система, левият долен ъгъл на който се намира в началото на координатната система и има дължина на страните равни на единица.
Неговите върхове имат координати съответно {\displaystyle (0,0)}, {\displaystyle (1,0)}, {\displaystyle (1,1)} и {\displaystyle (0,1)}.
Площта на единичния квадрат е равна на 1, периметъра на 4, диагонала на {\displaystyle {\sqrt {2}}}.